# Anton Pelikan
Anton Pelikan (* 24. März 1861 in Wien; † 7. Januar 1918 in Prag) war ein österreichischer Mineraloge und Petrograph.

## Leben und Wirken
Anton Pelikan wurde 1861 als Sohn des Gold- und Silberschmieds Anton Pelikan sen. und dessen Gattin Rosina in Wien geboren. Er studierte von 1880 bis 1885 an der Technischen Hochschule Wien sowie an der Universität Wien und Leipzig. Er schloss sein Studium 1885 mit der Lehramtsprüfung für Lehrer an Mittelschulen (Realschulen) in den Fächern Naturgeschichte, Physik und Mathematik.
In den folgenden Jahren arbeitete er als Assistent am Mineralogisch-Petrographischen Institut der Universität Wien, nach seiner Promotion 1895 in Leipzig als Privatdozent für Mineralogie an der Universität Wien. Er habilitierte 1896 in Wien. 1899 wurde Pelikan an die K.K. Karl-Ferdinands-Universität in Prag auf den Lehrstuhl für Mineralogie als Nachfolger von Friedrich Becke berufen.
1908 wurde Pelikan durch die Wahl zum Dekan der philosophischen Fakultät geehrt. Er verstarb unerwartet am 6. Jänner 1918 an einer Lungenentzündung und wurde einen Tag später am deutschen
evangelischen Friedhof in Prag-Straschnitz beigesetzt. Er war verheiratet und hatte zwei Töchter (Nora und Inge).
In seiner aktiven Zeit veröffentlichte Pelikan über 40 wissenschaftliche Artikel auf den Gebieten der Mineralogie, Petrographie und Kristallographie und war aktives Mitglied der mineralogischen Gesellschaften in Prag und Wien sowie der der Deutschen Mineralogischen Gesellschaft. Er gilt als Erstbeschreiber des Minerals Zeophyllit.

## Werke (Auszug)
- zahlreiche Beiträge in Tschermak’s Mineralogische und Petrographische Mitteilungen der Österreichischen Mineralogische Gesellschaft sowie mehrere Beiträge in Monatshefte für Chemie und verwandte Theile anderer Wissenschaften
- 1891: Ein neues Cordieritgestein vom Monte Doja in der Adamellogruppe. In: Verhandlungen der kaiserlich-königlichen geologischen Reichsanstalt
- 1899: Schalsteine des Fichtelgebirges, aus dem Harz, von Nassau und aus den Vogesen. In: Sitzungsberichte der mathematisch-naturwissenschaftlichen Classe der kaiserlichen Akademie der Wissenschaften Abt. I, Band 108, S. 741–798 (zobodat.at [PDF]).
- 1902: Beiträge zur Kenntnis der Zeolithe Böhmens. In: Sitzungsberichte der Akademie der Wissenschaften in Wien, Mathematisch-Naturwissenschaftliche Klasse, Band 111, S. 334–347 (PDF; 1,3 MB mit Erstbeschreibung des Minerals Zeophyllit)